# لیزا مک گریلز
لیزا مک گریلز (انگلیسی: Lisa McGrillis؛ زادهٔ ۳ سپتامبر ۱۹۸۲) بازیگر اهل انگلستان است.
از فیلم‌ها یا برنامه‌های تلویزیونی که وی در آن نقش داشته است می‌توان به تفنگدارها و دیشب در سوهو اشاره کرد.